# Herniaria dichotoma
Herniaria dichotoma là loài thực vật có hoa thuộc họ Cẩm chướng. Loài này được (DC.) DC. mô tả khoa học đầu tiên năm 1828.